# Centre Virtuel de la Connaissance sur l'Europe
El Centre Virtuel de la Connaissance sur l'Europe (en español: Centro Virtual del Conocimiento sobre Europa, CVCE) es un centro interdisciplinario de investigación y documentación dedicado a los estudios sobre la integración europea. Desarrolla una biblioteca digital de recursos multimedia relacionados con los esfuerzos de unificación europea tras la Segunda Guerra Mundial, incluido el desarrollo de organismos internacionales relacionados como la Unión Europea. La biblioteca está disponible en inglés y en francés, aunque algunos documentos están disponibles en otros idiomas. La amplia base de datos y contenido multimedia incluye textos originales (tratados, resoluciones, etc.), clips de vídeo y audio, artículos de prensa, fotografías, mapas interactivos, dibujos animados y tablas.
El CVCE tiene su sede en el Castillo de Sanem en Luxemburgo y cuenta con el apoyo del Ministerio de Cultura, Educación Superior e Investigación. Es una corporación pública fundada por ley el 7 de agosto de 2002 y forma parte de la Universidad de Luxemburgo. La biblioteca digital se llamaba anteriormente Navegador Europeo ( European NAvigator, ENA) y su lema es «Knowing the past to build the future» (Conocer el pasado para construir el futuro).